# Qiu Le
Qiu Le (en chino: 丘樂; 26 de febrero de 1983) es un deportista chino que compitió en halterofilia. Ganó dos medallas de oro en el Campeonato Mundial de Halterofilia, en los años 2005 y 2006.

## Palmarés internacional
| Campeonato Mundial | Campeonato Mundial              | Campeonato Mundial | Campeonato Mundial |
| Año                | Lugar                           | Medalla            | Categoría          |
| ------------------ | ------------------------------- | ------------------ | ------------------ |
| 2005               | Doha (Catar)                    | Medalla de oro     | 62 kg              |
| 2006               | Santo Domingo (Rep. Dominicana) | Medalla de oro     | 62 kg              |